# 63 Cygni
Pour les articles homonymes, voir f Cygni.
Désignations
63 Cygni (en abrégé 63 Cyg), également connue par sa désignation de Bayer f2 Cygni, est une étoile de la constellation boréale du Cygne. Elle est visible à l'œil nu avec une magnitude apparente de 4,55. C'est une géante lumineuse ou une supergéante rouge située à approximativement 1 030 années-lumière de la Terre.

## Environnement stellaire
L'étoile présente une parallaxe annuelle de 3,16 ± 0,23 mas mesurée par le satellite Hipparcos, ce qui permet d'en déduire qu'elle est distante de 1 030 ± 80 a.l. (∼ 316 pc) de la Terre. Elle se rapproche du Système solaire à une vitesse radiale héliocentrique de −26 km/s.
Elle possède un compagnon visuel recensé dans les catalogues d'étoiles doubles et multiples. Il s'agit d'une faible étoile de quatorzième magnitude qui, en date de 2015, était localisée à une distance angulaire de 15,7 secondes d'arc et selon un angle de position de 159° de 63 Cygni. Elle apparaît être une double purement optique, qui ne lui est pas physiquement liée.

## Propriétés
63 Cygni est une étoile évoluée dont le spectre montre des traits mélangés entre celui d'une géante lumineuse et celui d'une supergéante rouge. Elle a été choisie comme un standard spectral pour le type spectral K4 Ib–IIa. Selon les modèles, son rayon a été déterminé comme étant 35 ou 138 fois plus grand que le rayon solaire. Elle est autour de 4 000 fois plus lumineuse que le Soleil et sa température de surface est de 3 927 K. Pour des raisons qui ne sont pas encore bien expliquées, l'étoile montre des variations dans sa vitesse radiale avec une très longue période de 982 jours mais d'une faible amplitude de 742 m/s.